# إنيرير فيسيستوك
إنيرير فيسيستوك (بالإنجليزية: Innerer Fisistock)‏ هي إحدى جبال سلسلة جبال الألب البرنية وجزء من القمة الأم يقع في كانتون برن، سويسرا. يبلغ ارتفاع الجبل حوالي 2787 متر، بينما يبلغ ارتفاع نتوء الجبل 111 متر.